# Gaudencio (hijo de Aecio)
Gaudencio (Roma, 440-después de 455) fue un noble romano, hijo de Aecio. Clover ha argumentado convincentemente que su madre fue Pelagia, una mujer noble de origen gótico, viuda de Bonifacio.

## Biografía
Nació en Roma, probablemente en el año 440, y fue bautizado antes de su primer cumpleaños. Los estudiosos le identifican como el protagonista de un poema de Merobaudes. En el año 454 su padre y el emperador Valentiniano III arreglaron una alianza matrimonial, por la cual Gaudencio se casaría con Placidia, hija del emperador.; sin embargo, ese mismo año su padre fue asesinado por el propio Valentiniano.

## Saqueo de Roma
En el año 455, los vándalos saquearon Roma; Gaudencio fue uno de los miles de prisioneros capturados y llevados a África. Genserico declaró que sus siguientes ataques a Italia fueron para recobrar el legado de Gaudencio.[cita requerida]